# Tomàs Milans i Godayol
Tomàs Milans i Godayol (* 7. März 1672 in Canet de Mar; † 19. Januar 1742 Girona) war ein katalanischer Kirchenmusiker, Harfenist, Kapellmeister und Komponist des 18. Jahrhunderts.

## Leben und Werk
Tomàs Milans war Mitglied einer katalanischen Musikerdynastie des 17. und 18. Jahrhunderts. Er erhielt zusammen mit seinem Bruder Carles ab 1680 eine musikalische Ausbildung bei Felip Olivelles, dem Kapellmeister am Palau de la Comtessa de Barcelona. 1700 übernahm er die Stellung seines Lehrers am Palau interimsweise. Von 1702 bis 1714 füllte er diese Stellung als normaler Kapellmeister aus.  Infolge des Spanischen Erbfolgekrieges musste Tomàs Milans den Barceloneser Palau verlassen und nahm im Oktober 1714 die Stellung des Kapellmeisters an der Kathedrale von Girona ein. Er ersetzte dort den verstorbenen Manuel Gònima. 1735 beantragte er seine Verrentung.
Tomàs Milans komponierte fast ausschließlich geistliche Werke, darunter sechs- und achtstimmige Werke für Chor mit Basso continuo. Seine Werke finden sich in der Katalanischen Nationalbibliothek, in der Bibliothek der Kathedrale von Girona und in der Pfarrei von Canet de Mar. Dieses Werk wird dem Spätbarock zugeordnet. Tomàs Milans beherrschte die musikalische Sprache des Spätbarocks sehr gut, die er direkt von der Musikkapelle Erzherzog Karls aus seinen Barceloneser Jahren von 1703 bis 1713 kannte. Er war Zeitgenosse von Francesc Valls und Josep Picanyol und integrierte wie diese beiden italienische Stilelemente in die kontemporäre Musik Kataloniens.
Tomàs Milans darf nicht mit seinem gleichnamigen Neffen, der 1707 in Martorell geboren wurde, verwechselt werden.